# Sai Ngam (huyện)
Sai Ngam (tiếng Thái: ไทรงาม) là một huyện (‘‘amphoe’’) ở phía đông tỉnh Kamphaeng Phet, phía bắc Thái Lan.

## Địa lý
Các huyện giáp ranh (từ phía nam theo chiều kim đồng hồ): Sai Thong Watthana, Mueang Kamphaeng Phet, Phran Kratai, Lan Krabue thuộc tỉnh Kamphaeng Phet, Wachirabarami, Sam Ngam thuộc tỉnh Phichit.

## Lịch sử
Tiểu huyện (King Amphoe) Sai Ngam đã được thành lập ngày 15 tháng 5 năm 1975, khi hai tambon Sai Ngam và Nong Khla được tách khỏi huyện Mueang Kamphaeng Phet. Đơn vị này đã được nâng thành huyện ngày 25 tháng 3 năm 1979.

## Hành chính
Huyện này được chia thành 7 phó huyện (tambon), các đơn vị này lại được chia thành 72 làng (muban). Sai Ngam là một thị trấn (thesaban tambon) và nằm trên một phần lãnh thổ của tambon Sai Ngam. Ngoài ra có 7 Tổ chức hành chính tambon (TAO).
| Số TT | Tên            | Tên tiếng Thái | Số làng | Dân số |  |
| ----- | -------------- | -------------- | ------- | ------ |  |
| 1.    | Sai Ngam       | ไทรงาม         | 10      | 9.098  |  |
| 2.    | Nong Khla      | หนองคล้า        | 8       | 5.279  |  |
| 3.    | Nong Thong     | หนองทอง        | 11      | 6.746  |  |
| 4.    | Nong Mai Kong  | หนองไม้กอง      | 10      | 6.860  |  |
| 5.    | Maha Chai      | มหาชัย          | 12      | 7.317  |  |
| 6.    | Phan Thong     | พานทอง         | 10      | 7.917  |  |
| 7.    | Nong Mae Taeng | หนองแม่แตง      | 11      | 7.966  |  |